# Консольний стілець

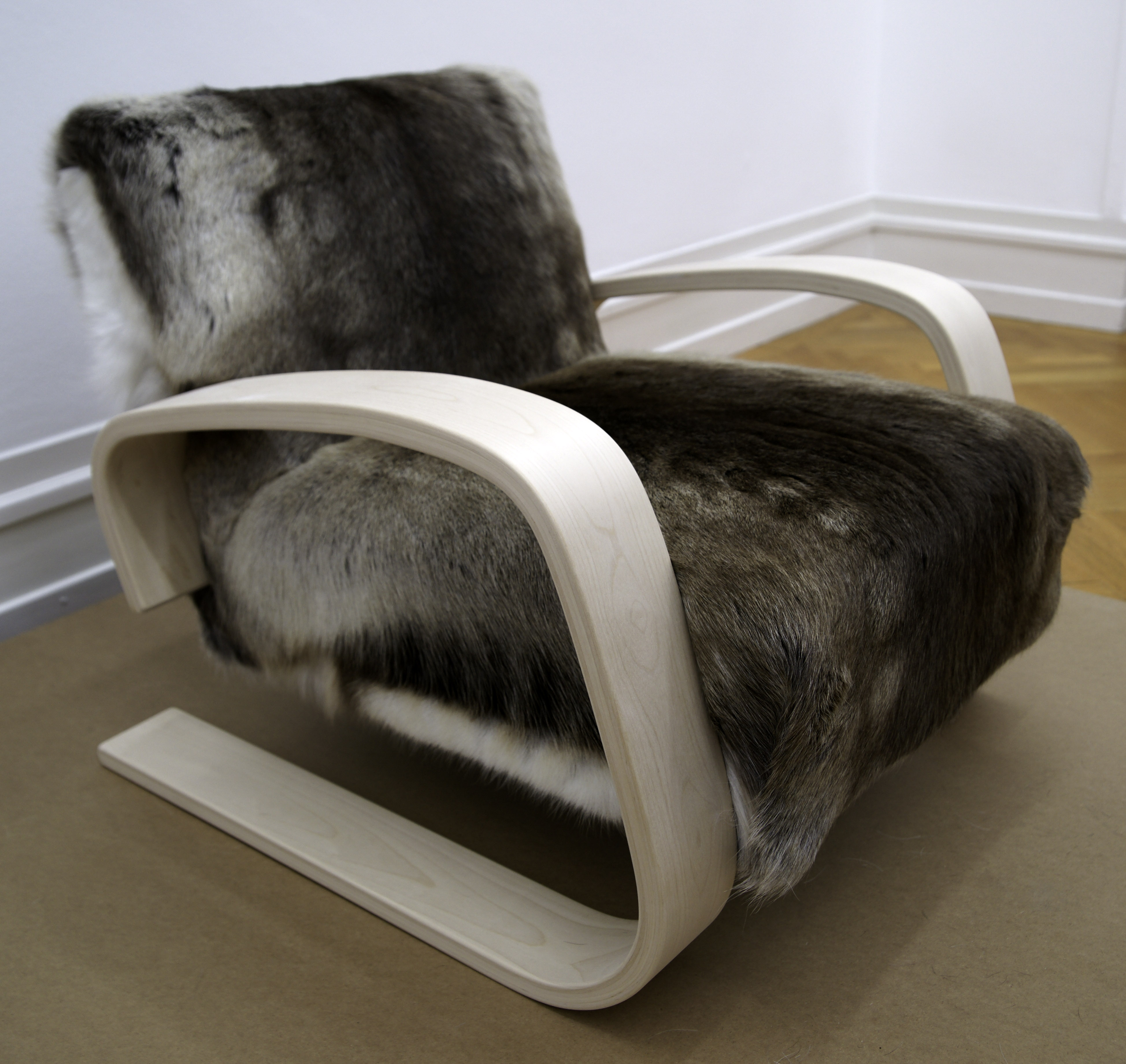
Стілець Алвара Аалто

Консольный стілець (англ. Cantilever chair, нім. Freischwinger) — стілець без задніх ніжок, опору якого забезпечують дві передні ніжки, які вигнуті біля підлоги під прямим кутом та часто поєднані на підлозі у вигляді прямокутника. Оскільки навантаження на ніжки такого стільця (дві замість чотирьох, як у звичайного стільця) значно вище, то їх виробляють з більш міцного матеріалу, зазвичай — зі сталі. Крім стільців також є і консольні табурети, лави, крісла та дивани.
Найпершу модель консольного стільця без задніх ніжок «Kragstuhl» спроектував та виготовив нідерландський архітектор та дизайнер Март Стам зі звичайних сталевих дюймових газових труб з фітингами. Вперше ця модель була представлена у вигляді ескізу 22 листопада 1926  року під час наради з підготовки виставки у Вайсенхофі. Пізніше — в готовому вигляді — представлена у 1927 році на цій же виставці. На нараді був присутній Людвіг Міс ван дер Рое, якого дуже надихнула така ідея, тому він розробив свої оригінальні варіанти, які базувались на гнучкості та пружності конструкції (у Стама стілець був жорстким і практично не гнувся). 
Незалежно до цієї ідеї прийшов і Марсель Бреєр, який ще раніше експериментував з меблями зі сталевих труб. Його суперечка з Стамом щодо авторського права дійшла до судового розгляду, яке визнало пріоритет Марта Стама.

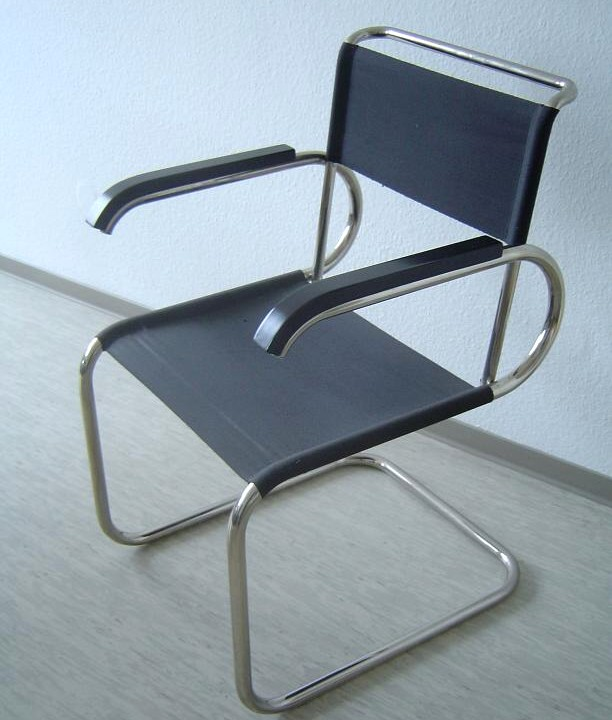
Стілець Марселя Бреєра

З дерева консольний стілець вперше спроектував та виготовив Алвар Аалто.
Крім того, дослідження згодом показали, що подібну конструкцію сидінь з 1926 року використовувала в «народному автомобілі» чехословацька компанія Tatra (модель Tatra 12). Тому ідея консольного стільця десь витала у повітрі. Цікаво, що коли Міс ван дер Рое вирішив запатентувати свої стільці та крісла в США, то виявилось, що вже раніше, у 1922 році Гаррі Нолан подав заявку на патент на консольне пружне садове крісло. І отримав у 1924 році патент на цю розробку.